# هایوین
هایوین (انگلیسی: HIWIN) شرکت الکترونیک تایوانی است، که در سال ۱۹۸۹ تأسیس شد.